# Potop ladje RMS Titanic
RMS Titanic je potonil v severnem Atlantskem oceanu, v zgodnjih urah 15. aprila 1912, pet dni potem, ko je ladja odplula na svojo krstno plovbo iz Southamptona v New York. Titanic, ki je bil takrat največja oceanska linijska ladja na svetu, je na krovu prevažal 2.224 ljudi, ko je v nedeljo 14. aprila 1912 okrog 23:40 (po ladjinem času) trčil v ledeno goro, 15. aprila dve uri in štirideset minut pozneje pa je ob 2:20 dokončno potonil. Pri tem je umrlo več kot 1.500 ljudi, zaradi česar je to ena najhujših pomorskih nesreč v človeški zgodovini. 
14. aprila je Titanic med plovbo prejel šest radijskih opozoril o nevarnosti pojava ledenih gor, vendar je kljub temu ladja plula s hitrostjo 22 vozlov, ko so opazovalci pred ladjo opazili ledeno goro. Zaradi svoje velike hitrosti se ladja ni uspela pravočasno obrniti in je z desnim bokom trčila v ledeno goro, na njenem desnem trupu je pod vodno gladino prebilo šest neprepustnih predelkov. Titanic je bil narejen tako, da je lahko prenesel poplavitev štirih predelkov, a jih je voda tisti trenutek poplavila pet, zato je posadka ugotovila, da bo ladja potonila. Med evakuacijo so iz ladijskega mostu izstreljevali signalne rakete, da bi pritegnili pozornost za pomoč. 
V skladu z obstoječim načrtom je bil sistem reševalnih čolnov na Titanicu načrtovan za prevoz potnikov na bližnja reševalna plovila, ne pa da bi bili vsi potniki na čolnih istočasno; zato za številne potnike in posadko ni bilo varnega zatočišča. Slabo upravljanje evakuacije je povzročilo, da so bili številni spuščeni čolni tudi na pol prazni.
Kot rezultat, ko je Titanic potonil, je bilo na krovu še več kot tisoč potnikov in posadke. Skoraj vsi, ki so skočili ali padli v vodo, so se utopili ali umrli v nekaj minutah zaradi hladnega šoka in podhladitve. RMS Carpathia, ki je na kraj dogodka prispela približno uro in pol po potopu in približno devet ur in pol po trku, je rešila zadnjega od preživelih. Nesreča je šokirala svet in povzročila široko ogorčenje zaradi pomanjkanja reševalnih čolnov, ohlapnih predpisov in neenakega obravnavanja treh razredov potnikov med evakuacijo. Poznejše poizvedbe so priporočile temeljite spremembe pomorskih predpisov, ki so leta 1914 ustanovile Mednarodno konvencijo o varstvu človeškega življenja na morju (SOLAS).

## Ozadje
V času začetka obratovanja je bil Titanic druga od treh ladij iz razreda Olympic in največja ladja na svetu. Medtem, ko je družba White Star Line nadaljevala z gradnjo njene sestrske ladje Britannic, sta Titanic in njuna najstarejša sestrska ladja RMS Olympic, s svojima tonažama presegli velikost in tonažo najhitrejših ladji na svetu RMS Lusitanio in RMS Mauretanio družbe Cunard Line, bili sta tudi daleč bolj luksuzni in skoraj 30 metrov daljši od Lusitanie in Mauretanie. Titanic je lahko sprejel 3.547 ljudi, zgrajen pa je bil za čezatlantsko pot med Southamptonom in New Yorkom. Ladijski motorji so bili največji, kar so jih kdajkoli izdelali, in sicer so merili 40 metrov visoko in z jeklenkami premeri do 2,7 m, ki so zahtevali kurjenje 600 premoga na dan. Njeno bivanje potnikov, zlasti prvega razreda, naj bi bilo "neprimerljivo veliko in veličastno", nakazano z vozovnicami, ki so jih zapovedale nastanitve v prvem razredu. Parlor Suites (najdražji in najluksuznejši apartmaji na ladji) z zasebnim sprehajališčem so stali več kot 4.350 ameriških dolarjev (kar je danes 115.000 dolarjev) za enosmerno čezatlantsko plovbo. Tudi tretji razred, čeprav bistveno manj razkošen od drugega in prvega razreda, je bil po sodobnih standardih nenavadno udoben in je bil opremljen z obilnimi količinami dobre hrane, ki je potnikom zagotavljala boljše pogoje, kot so jih mnogi doživeli doma.
Titanic je na svojo krstno plovbo odplul 10. aprila 1912. Ob 12:00 je ladja izplula iz Southamptona in štiri ure pozneje priplula v Cherbourg v Franciji, kjer so se potniki na ladjo vkrcali s pomočjo trajekta. Drugo pristanišče kamor je ladja odplula je bilo v Queenstownu (danes Cork) na Irskem, kamor je ladja priplula 11. aprila pol ure pred poldnevom. Tudi v tem pristanišču so se potniki na ladjo tudi vkrcali s pomočjo trajekta. Po vkrcanju zadnjih potnikov je ladja nato odplula na svojo prvo (in zadnjo) plovbo čez Atlantik v ZDA. 
Medtem, ko je ladja plula čez Atlantik je bilo na ladji 2224 ljudi, od tega 992 članov posadke. Ladji je poveljeval izkušen 62-letni kapitan Edward J. Smith, najstarejši kapitan družbe White Star Line, ki je pred tem poveljeval na Olympicu.Velika večina posadke, ki je služila pod poveljstvom kapitana Smitha, ni bila usposobljenih mornarjev, temveč inženirji in kurjači, odgovorni za skrb za motorjev, ali pa stevardi in osebje kuhinj, odgovorni za potnike. Šest častnikov posadke in 39 usposobljenih mornarjev je predstavljalo le približno pet odstotkov usposobljene posadke, večina pa je bila zaposlena v Southamptonu in zato ni imela časa, da bi se seznanila z ladjo.

## 14. april 1912

### Opozorila o ledenih gorah
14. aprila 1912 so ladijski operaterji po radijskem telegrafu dobili šest opozoril drugih ladij v okolici, ki so sporočala, da je v morju južno in vzhodno od Nove Fundlandije več ledenih gor in so priporočala previdnost. Potniki so ledene gore iz Titanica začeli opažati popoldne. Ledene razmere v severnem Atlantiku so bile najslabše za katerikoli april v zadnjih 50 letih. Radijski operaterji niso posredovali vseh teh sporočil kapitanu ali posadki. Takrat so bili vsi brezžični operaterji na linijskih ladjah zaposleni v brezžičnem telegrafskem podjetju Marconi in niso bili člani njihove ladijske posadke; njihova glavna odgovornost je bila pošiljanje sporočil za potnike, pri čemer so glavno težavo predstavljala vremenska poročila.
Prvo opozorilo je prišlo ob 09:00 z ladje RMS Caronia, ki je poročala: "bodite pozorni na ledene gore in plavajoči led." Kapitan Smith je potrdil prejem sporočila. Ob 13:42 je RMS Baltic posredoval poročilo grške ladje Athenia, da je se je prebila skozi veliko ledeno polje in da naj zaradi varnosti zmanjšajo hitrost. Tudi to je kapitan Smith potrdil, ki je poročilo poročal predsedniku družbe White Star Line, J. Bruce Ismayu, ki je potoval na krovu. Smith je ukazal določiti nov potek plovbe, da se ladja usmeri dlje proti jugu. Ob 13:45 je nemška ladja SS Amerika sporočila, da se je prebila skozi dve veliki ledeni gori. To sporočilo nikoli ni prispelo do kapitana Smitha ali drugih častnikov na ladijskem mostu, razlog za to pa je nejasen. SS Californian je ob 19:30 poročal o treh velikih in nevarnih ledenih gorah, ob 21:40 pa je atlantska ladja Mesaba sporočila: "Videli smo zamrznjeno ledeno polje in veliko nevarnih ledenih gor. Prosim bodite pazljivi!" Tudi te dve sporočili nista nikoli prispeli na ladijski most do kapitana Smitha. Zadnje poročilo je Titanic dobil ob 22:55, ko je SS Californian sporočil, da je naletel na ledeno polje z velikimi ledenimi gorami in sporočil, da je pametno zmanjšati hitrost in biti pazljivi, vendar je Titanicov glavni ladijski operater Jack Phillips prekinil in sporočil: "Utihni! Utihni! Imam veliko dela za Cape Race!"
Čeprav se je posadka zavedala nevarnosti ledu, niso zmanjšali hitrosti in so še vedno pluli s hitrostjo 22 vozlov. Titanicova visoka hitrost v nevarnih vodah, kjer je prevladoval led, je bila pozneje kritizirana kot nepremišljena. 

### "Ledena gora, naravnost pred nami!"

#### Titanic zapluje v vode Iceberg Ailly
Medtem, ko je Titanic zaplul v območje Iceberg Ailly in se počasi bližal usodnemu trčenju, se je večina potnikov že odpravljala spat. Poveljstvo je bilo predano drugemu častniku, Charlesu Lightollerju. Na ladijskem mostu je bil dežuren prvi častnik William McMaster Murdoch. Opazovalca Frederick Fleet in Reginald Lee sta bila dežurna na opazovalnem jamboru, 29 m nad palubo. Temperatura zraka je padla skoraj do ledišča, morje pa je bilo popolnoma mirno. Če bi bilo morje valovito, bi posadka lažje opazila ledene gore, ko bi se valovi zaletavali vanj. Že od Southamptona opazovalci niso našli daljnogledov za opazovanje; Kljub temu so opazovalci dobro poznali nevarnost ledu, saj je Lightoller in drugim članom posadke naročil, naj dobro pazijo na ledene gore, zlasti tudi na plavajoči led.
Ob 23:30 sta Fleet in Lee na obzorju pred ladjo opazila rahlo meglo, vendar nista storila ničesar. Nekateri strokovnjaki zdaj verjamejo, da je bila ta megla pravzaprav privid, ko se je hladna voda srečala s toplim zrakom. To bi povzročilo dvignjeno obzorje, ki bi zaslepilo poglede, če bi opazili karkoli daleč.

#### Trk
Devet minut pozneje, ob 23:39, je Fleet pred ladjo opazil ledeno goro. Trikrat je pozvonil na zvonec in nato po telefonu poklical na ladijski most, kjer je njegovo poročil prejel častnik James Paul Moody. Fleet je vprašal: "Je kdo tam?" Moody mu je odgovoril: "Ja, kaj vidite?" Fleet je nato povedal: "Ledeno goro, naravnost pred nami!" Ko se mu je Moody zahvalil, je poročilo predal dežurnemu častniku Williamu Murdochu, ta pa je krmarju Robertu Hichensu, ki je takrat krmaril, nemudoma ukazal spremeniti smer plovbe z ukazom "ostro v levo". Ladja je začela počasi zavijati levo, manevru se je Murdoch trčenju z ledeno goro poizkušal izogniti tako, da bi ledeno goro v loku enostavno obšel in s tem preprečil trčenje s premcem ali krmo. Zaradi velike hitrosti ladje, počasne odzivnosti krmilnega mehanizma in počasne ustavitve ter vnovičnega zagona parnih strojev (turbina ni imela možnosti obratovanja v smeri plovbe nazaj), se je manever ponesrečil. Ladja je zavila le toliko, da se ni direktno zaletela v ledeno goro, ampak jo je obdrsnila. Ob 23:40 je Titanic z desnim bokom zadel v rob ledene gore, led pa je na ladijskem trupu pod vodno gladino prebil šest lukenj, ki skupaj niso bile večje od 1,2 kvadratnega metra.
Največja luknja je bila dolga 12 m, zanimivo pri tem pa je, da največje luknje ni naredil led, ampak je trup zaradi pritiska ob trku enostavno počil po šivih, točenje so zakovice, ki so držale več oplat skupaj, enostavno odletele, kar so ugotovili kasneje. Zato so se ob odkritju lukenj pojavila ugibanja o slabi izdelavi in uporabi jekla slabe kakovosti. Ostanki oplat trupa še danes ležijo na mestu gradnje, najmodernejše preiskave so pokazale, da s kakovostjo materiala ni bilo prav nič narobe. Kriva je bila slaba izdelava oziroma način gradnje s kovičenjem, če bi bile namreč oplate trupa Titanica takrat zvarjene, do katastrofe ne bi nikoli prišlo. Do trka z ledeno goro pa tudi ne bi prišlo če bi Murdoch spremenil smer ladje tako, da ne bi zaganjal strojev nazaj, medtem ko je plula z enako hitrostjo, bi Titanic morda ledeno goro zgrešil, ali pa bi trčil v špico ter utrpel manjšo škodo in bi lahko nadaljeval pot v New York.
Nad vodno črto je bilo malo dokazov o trku. Na palubi so se potniki začeli igrati z snegom in ledom, ki je zdrsnil z ledene gore. Stevardesi so v jedilnici prvega razreda začutili manjše tresenje, na kar so mislili, da se je najverjetneje odlomila lopatica propelerja. Številni potniki prvega in drugega razreda so se počutili zaskrbljeno, medtem, ko so potniki tretjega razreda imeli drugačne izkušnje. Strojnik Walter Hurst je povedal, da ga je prebudil močan tresk ob desnem boku. "Nihče ni bil zelo zaskrbljen, vendar sem vedel, da smo nekaj zadeli" je povedal. Gasilec George Kemish je povedal, da je na desnem trupu slišal močan udarec in neprijeten zvok. 
Potem, ko je v ladjo začela vdirati voda je bilo ukazano zapreti vsa neprepustna vrata, a so pred tem kurjači iz kotlovnice začeli poročati, da je ledeno mrzla voda začela zalivati parne kotle. To je ustvarilo izredno nevarne razmere saj je obstajala velika možnost eksplozije če bi ledeno mrzla voda prišla v stik z segretimi kotli in vrelim premogom zato je bilo kurjačem in gasilcem ukazano izpustiti paro iz kotlov skozi prve tri dimnike in pogasiti ogenj v kotlih. Ko so končali svoje delo, so bili že do pasu v ledeno mrzli vodi zato jim je bilo ukazano zapustiti kotlovnico in pobegniti skozi neprepustna vrata, ki so se takrat začela že zapirati. Posadka je veliko pričakovala od šestnajstih neprepustnih oddelkov, ki naj bi preprečili potopitev ladje, niso pa se zavedali, da imajo ti oddelki veliko slabost. Oddelki namreč niso segali do najvišje palube, zato se je začela voda, potem ko se je ladja nagnila naprej, prelivati iz enega v drug neprepustni prostor.
Kapitan Smith je začutil trčenje medtem, ko je spal v svoji kabini in je takoj odšel na ladijski most. Ko ga je Murdoch obvestil, da je ladja zadela ledeno goro, je kapitan najprej ukazal ustaviti ladjo in vse njene motorje, nato pa je poklical ladijskega konstruktorja Thomasa Andrewsa, ki je tudi potoval na ladji in ga prosil, da naj oceni škodo. Pet minut po trku je bila vodna črta na premcu že pod vodo, na krmi pa se je videlo črto malo več, kot prej. Andrews in kapitan Smith sta odšla v podpalubje in ugotovila, da so bili prostori za pošto, tovor in skladišče poplavljeni, medtem ko je bila kotlovnica 6 skoraj do vrha pod vodo. Pred kapitanom in Andrewsom je v podpalubje odšel tudi glavni častnik Henry Tingle Wilde, ki je opazil isto situacijo preden se je vrnil na ladijski most. Voda se je razlila v kotlovnico 5, kjer je bila napolnjena do 4,3 m in posadka se je v tej kotlovnici borila z izčrpavanjem vode. 20 minut po trku je v ladjo vdrlo že 13.500 ton vode, veliko več kakor bi lahko črpalke izčrpale. Ob 00:00 je Andrews kapitanu in preostali posadki potrdil žalostno novico, da je poškodovanih šest predelkov od katerih bo pet v eni uri poplavila voda, na kar so vsi vedeli, da ladja ne more prenesti poplavitev petih predelkov. Andrews je dodal še, da ladjo ne more čisto popolnoma nič rešiti in da bo Titanic v največ dveh urah potonil.

## 15. april 1912

### Priprave na zapustitev ladje
15. aprila 1912 je kapitan Smith ob 00:05 izdal ukaz za evakuacijo, ukazal posadki naj pripravijo reševalne čolne, ladijskemu operaterju Jacku Philiphsu pa je ukazal naj začne pošiljati klice v sili. V podpalubju je voda dosegla najnižje palube. Ko je bila poštna soba vsa pod vodo, so razvrščevalci pošte izgubili poskus, da bi rešili 400.000 pošiljk pošte, ki jih je prevažal Titanic. Drugje pa je bilo mogoče zaslišati zrak, ki je izginjal z vdiranjem vode. V tretjem razredu so stevardesi hodili od vrat do vrat in budili potnike ter jim ukazali naj gredo na palubo k reševalnim čolnom.
Ob 00:15 je prišel ukaz, da si morajo potniki nadeti reševalne jopiče. Marsikateri potnik je to razumel, kot šalo saj je bil prepričan, da se tako velika ladja ne more potopiti. Potniki prvega in drugega razreda so hitro prišli do reševalnih čolnov medtem, ko so številni potniki tretjega razreda ostali ujeti pod palubo saj jih nihče ni obvestil o dogodku, niso jim nudili prave pomoči, čeprav so vedeli, da se z ladjo nekaj dogaja, ker je med potapljanjem spuščala čudne glasove. Nekateri potniki so celo zavrnili evakuacijo in ostali na potapljajoče se ladji. 
Potapljanje ladje je kapitana postavilo pred dejstvo, da ima premalo čolnov za vse potnike, zato je po predlogu ostalih častnikov ukazal, da imajo ženske in otroci prednost. Na ladji je bilo 20 čolnov, od teh se je samo 16 čolnov dalo takoj uporabiti, preostali štirje pa so bili nameščeni nad prostori za častnike in jih je bilo potrebno za uporabo najprej pripraviti, kar se je med potapljanjem ladje izkazalo kot velika slabost. Čoln je lahko sprejel 70 potnikov, kar je pomenilo, da se lahko nanje vkrca 1.178 potnikov oz. niti polovica potnikov na ladji. Ne samo, da je bilo premalo čolnov in jopičev za vse ljudi na ladji, bilo je še veliko napak. Ne posadka in še manj potniki, niso med plovbo izpeljali niti ene same vaje reševanja v primeru nesreče. Prva vaja za potnike naj bi bila 14. aprila, vendar je bila zaradi nejasnih razlogov odpovedana. Ko je ladja priplula v Southampton, je tam posadka dan pred odhodom ladje opravila eno samo vajo reševanja brez potnikov, testiranje čolnov pa je potekalo v Belfastu. 
Ob 00:25 so začeli polniti in spuščati prve reševalne čolne v vodo. Drugi častnik Lightoller je prevzel nadzor spuščanja čolnov na levi strani ladje, prvi častnik Murdoch pa na desni strani. Sprva so bili čolni, še posebej na levi strani ladje, na pol prazni saj častniki, ki so nadzirali spuščanje čolnov, niso poznali kapacitete čolnov. Če bi to poznali, bi se lahko vanj vkrcalo še dodatnih 500 ljudi.  

### Odhod reševalnih čolnov
Ob 00:45 je čoln št. 7 prvi zapustil ladjo, na njemu je bilo 28 ljudi. Reševalni čoln št. 6 je ladjo zapustil ob 00:55, na njemu je bilo prav tako 28 ljudi (med njimi tudi miljonarka Margaret "Molly" Brown). Sprva so čolni ladjo zapuščali počasneje, vendar so po eni uri zjutraj ladjo zapuščali bolj pogosto. Na čolnu št. 5 je bilo 41, na čolnu št. 3 le 32, na čolnu št. 8 je bilo 39, na št. 1 pa le skromnih 12 potnikov.
Medtem, ko so čolni zapuščali ladjo, se je v podpalubju odvijala prava drama. Voda je začela zalivati parne kotle, zato so se kurjači, gasilci in strojniki pri prečrpavanju vode do zadnjega trudili, da ne bi prišlo do eksplozije. Izredno požrtvovalna je bila skupina strojnikov, ki je skrbela za delovanje agregatov, ki so ladji zagotavljali elektriko. Na svojih mestih so ostali do zadnjega, nihče od njih ni preživel. Pod palubo je zaradi reševanja ladje ostalo toliko ladijskega osebja, da ni bilo nobenega, ki bi poveljeval reševalnim čolnom.
Vkrcavanje v čolne in spuščanje čolnov v vodo ni potekalo gladko. Zaradi panike so se začeli potniki prerivati, zato so častniki le s težavo ohranjali red. Težave so se pojavile tudi pri spuščanju, saj so se nekateri čolni skoraj prevrnili, nekaj ljudi, ki so z ladje hoteli skočiti v reševalne čolne zaradi panike, so popadali v ledeno mrzlo vodo. Moški so dali prednost ženskam in otrokom. 
Ob 1:15 so se potniki začeli zavedati resnosti položaja, zato se je začela pojavljati panika. Posadka je začela izstreljevati signalne rakete za primer nevarnosti. Celo orkester je igral na glavni palubi. Ladijski operater Phillips je v eter začel pošiljati nov SOS signal. Dobil je več odgovorov od okoliških ladij, od katerih je bila najbližja RMS Carpathia, ki je bila od potapljajočega se Titanica oddaljena 58 milj (93 km). Njena največja hitrost je bila 17 vozlov, kar je pomenilo, da bi lahko do ladje priplula v štirih urah. To je bilo za mnoge na ladji prepozno saj je potapljajočemu parniku ostala le ena ura življenja. Drugi odgovor je bil z ladje SS Mount Temple, ki bi lahko dosegla ladjo, vendar je naletela na veliko ledeno polje, kar je Mount Temple ustavilo. Tretji odgovor je prišel iz ladje SS Birma, ki ni bila zelo daleč, vendar je prav tako naletela na ledeno polje. Veliko bližje je bil SS Californian, ki je Titanica dvakrat opozoril o ledu, vendar zaradi izklopljenega radijskega etra ni priskočil na pomoč. Še en odgovor je prišel iz ladje SS Frankfurt, vendar je bila predaleč, da bi dosegla ladjo. Na Titanicove klice v sili se je odzvala tudi njegova sestrska ladja RMS Olympic, ki je takrat ravno plula iz New Yorka na vzhod, vendar pa je bila veliko predaleč, da bi dosegla potapljajoči se Titanic.  

Nekateri potniki so obupali nad reševanjem in so odšli raje nazaj v svoje kabine, kjer so se sprijaznili z usodo. Ameriški milijonar in najbogatejši potnik na Titanicu, John Jacob Astor IV je rekel: "Tu smo varnejši, kot na teh čolnih". Vodilni gasilec Charles Hendrickson je povedal, da je videl množico potnikov tretjega razreda, zbranih v krogu sredi jedilnice, kjer so molili. Opisal je:
Na stotine ljudi je bilo zbranih v krogu v jedilnici tretjega razreda, z pridigarjem na sredini. Molili so in jokali ter prosili Boga in Marijo naj jim pomagata. Ležali so na tleh in izgubili svojo lastno moč ter pričakovali, da bo Bog vse naredil za njih. 

### Spuščanje zadnjih čolnov
Do 1:30, ko je bil ves sprednji del premca že pod vodo, se je Titanic za 5 stopinj obrnil na levo stran. Ob 1:45 je posadka dobila sporočilo iz podpalubja, da je kotlovnica cela pod vodo in da je v strojnico že veliko vode vdrlo. To je bilo zadnje sporočilo, ko je električni sistem začel odpovedovati. Kljub temu sta oba radijska operaterja uspela poslati po eterju vse SOS signale.
Preostali čolni so bili veliko bolj napolnjeni.  Čoln št. 11 je bil napolnjen za pet ljudi več, kot je znašala njegova zmogljivost. Ko so ga začeli spuščati, ga je skoraj preplavila voda, ki je tekla iz ladje. Čoln št. 13 se je povsem izognil isti težavi, toda tisti na krovu niso mogli prerezati vrvi, s katere je bil čoln spuščen. Ko se je spuščal, je bil skoraj spuščen, neposredno na čoln št. 15. Vrvi so pravočasno prerezali in oba čolna sta varno zapustila ladjo. Čoln št. 14 je bil spuščen ob 1:30, ko so nekateri potniki zaradi panike hoteli skočiti v čoln. Čoln št. 16 je bil spuščen pet minut pozneje, na tem čolnu je bila tudi stevardesa Violet Jessop, ki je štiri leta pozneje preživela podobno izkušnjo, ko je bila na krovu Titanicove sestrske ladje HMHS Britannic, ki je potonila v Egejskem morju, ko je zadela nemško mino. Zložljivi čoln C je bil spuščen ob 1:40, na tem čolnu je bil tudi J. Bruce Ismay, ki so njegovo dejanje pozneje označili za strahopetno.
Zadnji čoln, zložljivi čoln D, je ladjo zapustil ob 2:05, na njem je bilo 25 ljudi; med spuščanjem sta še dva moška skočila v čoln. Zatem je kapitan Smith po palubi naredil še zadnji obhod in posadko obvestil, naj vsak poskrbi zase. Nato je odšel tudi v radijsko sobo, kjer je Phillipsa in Bridea obvestil, da sta opravila njuno delo in da naj gresta. Glasbeniki so medtem na palubi zaigrali svojo zadnjo pesem, preden so se tudi oni prepustili usodi. V tistem trenutku je ladji ostalo še nekaj minut življenja. 

### Zadnje minute potopa
Med 2:05 in 2:10 je voda dosegla ladijski most in začela poplavljati glavno palubo čolnov. Častniki so se medtem močno trudili prerezati vrvi in vkrcati zadnje preživele na zadnja zložljiva čolna, na katerih so plavali v vodi. Večina potnikov se je odpravila na krmo, ki je iz minute v minuto vedno bolj gledala iz vode. Na krmi so duhovniki dajali zakramente, medtem, ko je kapitan Smith s preostalimi častniki, ki so ostali na ladji, konec pričakal na ladijskem mostu. Tudi ladijski konstruktor Andrews se ni hotel rešiti z "svoje" ladje, ampak je po znanih podatkih ostal v kadilnici prvega razreda. Ladijski most je bil čez dobro minuto ves pod vodo. Častnik Lightoller in nevesta Gracie sta se rešila na plavajoči zložljiv čoln B, na levi strani ladje, medtem, ko so se Wilde, Murdoch in Moody utopili v vodi. 
Potem, ko se je Lightoller odločil zapustiti ladjo zaradi naraščajoče vode, je odplaval na plavajoči zložljiv čoln. Ko je splezal nanj, je poskušal v vodi s preostalimi potniki obrniti čoln v normalen položaj. Tisti trenutek se je sprednji prvi dimnik zrušil pod svojo lastno težo, pri čemer je v vodi zmečkal veliko ljudi in za las zgrešil plavajoči čoln B. Lightollerja je zgrešil za dober meter in pol, pri tem pa je ustvaril velik val, ki je čoln odplaknil dobrih 20 metrov stran od ladje. Tisti, ki so takrat bežali na krmo, so lahko začutili rahle tresljaje in čudne zvoke, ki so najverjetneje povzročilo manjše eksplozije kotlov. Drugi dimnik se je zrušil kmalu in najverjetneje zaradi eksplozije enega od kotlov.
Očividci so videli, kako se je krma dvigala visoko v zrak, ko je premec tonil navzdol. Govorili so, da so med 30–45 stopinj propelerji gledali iz vode. Ladja se je že tako nagnila naprej, da je vanjo začela z vso silo vdirati voda pri čem se njeno potapljanje še pospešilo. Pri tem so nastali veliki vrtinci v vodi, da je marsikaterega potnika odneslo iz palube in ga vsrkalo v drobovje ladje. Mnogi preživeli so opisali velik hrup, ki so ga nekateri pripisali eksploziji kotlov. Preživeli potnik Beesley je hrup označil za "delno grobo ropotanje, deloma pa zvijanje in ni bil nenaden ropot, kot bi bila eksplozija: nadaljevala se je nekaj sekund zaporedoma, morda petnajst do dvajset sekund".  Pripisal ga je "motorjem, kotlom in strojem, ki so se iztaknili od svojih vijakov in položajev ter padali skozi predelke ter razbili vse, kar jim je bilo na poti". 
Ob 2:15 so sijoče luči enkrat močno utripnile in potem ugasnile, nato pa je Titanic potonil v temo. Preživeli potnik Jack Thayer se je spomnil, da je videl skupine petnajst sto ljudi, ki so še vedno na krovu stiskali v veliki množici, kot rojijo čebele; le da so med množico nastali v vodi manjši vrtinci zaradi česar je marsikaterega potnika odplaknilo ter ga posrkalo v drobovje ladje, ko se je velika ladja, dolga skoraj dvesto sedemdeset metrov dvignila visoko nad morjem.

### Titanicovi zadnji trenutki
Titanic je trpel skrajno nasprotne sile - potopljeni premec, napoljen z vodo, je ladjo vlekel dol medtem, ko je krma vsa še z zrakom napolnjena, ostajala na vodni gladini, zaradi česar takega naklona ladijska konstrukcija enostavno ni zdržala. Kmalu potem, ko so luči ugasnile, se je ladja prelomila na dvoje tako, da je krma pristala nazaj v vodi in zmečkala na stotine plavajočih ljudi. Med prelomom sta se pravtako zrušila preostala zadnja dva dimnika. Kmalu zatem je v prelomljenem delu med premcom in krmo nastal manjši vodni vrtinec, zaradi česar je premec potonil in krmo povlekel navpično preden sta se oba dela ločila. Krma se je nekaj minut zibala, a se je tudi ta hitro potopila in ob 2:20, 2 uri in 40 minut po trku, je ladja dokončno potonila.
Potem, ko je ladja potonila pod morsko gladino, sta premec in krma potrebovala 5 do 6 minut da sta pristala na morskem dnu severnega Atlantika, v globini 3.800 m, pri čemer so iz ladje popadali številni ladijski stroji, kotli, tone premoga in druga notranja ladijska oprema. Oba dela ladje sta pristala na nežno valovitem območju morskega dna, približno 600 m narazen. Premec je še naprej tonil skoraj navpično in je imel hitrost z prebitim delom trupa 25 do 30 vozlov. Njegov pristanek na morsko dno je povzročil, da se je kobilica zarila 7 m globoko v mulj, palube na odlomljenem delu, ki so bile že med potopitvijo oslabljene, so se zaradi močnega udarca sesedle druga na drugo.
Krma je tonila tudi navpično, a le kratek čas, do pristanka na dno, se je vrtela. Kmalu zatem, ko je potonila, so cisterne in jeklenke počile in železo na odlomljenem delu strukture na krmi se je odlomilo in odletelo. Krma je na morsko dno pristala s tako silo, da se je kobilica zarila 15 m globoko v mulj, palube na krmi pa so se sesedle druga na drugo. Manjši ostanki so še nekaj ur po potopu padali čez morsko dno. 

### Potniki in posadka v vodi
Po potopu je v ledeno mrzlem morju ostalo na stotine ljudi. Ko je ladja dokončno potonila, so jeklenke, cisterne in druge eksplozivne stvari ob poku povzročile, da so se iz ladje na površje dvignili številni plavalni kosi - lesne deske, ležalniki ipd. Te stvari so poškodovale in morda tudi ubile nekaj plavalcev v vodi, drugi so se poskusili zadržati na plavajočih kosih lesa.
Zaradi zelo nizke temperature vode – 2 °C, je bila voda smrtonosno hladna. Drugi častnik Lightoller je opisal, da je imel občutek, ko je bil v vodi, da ga tisoč nožev naenkrat zbada. Nenadna potopitev v zamrzovalno vodo običajno povzroči smrt v nekaj minutah, bodisi zaradi zastoja srca, nenadzorovanega dihanja vode ali hladne onesposobitve (običajno mišljeno, kot podhladitve) in skoraj vsi v vodi so umrli zaradi zastoja srca ali druge telesne reakcije v ledeni vodi v 15 do 30 minutah.
Preživeli v reševalnih čolnih, 100 m stran, so bili zgroženi, ko so slišali kričanje, rjovenje in jokanje potnikov v ledeni vodi. Preživeli potniki v čolnih so odklanjali, da bi se vrnili in pomagali plavalcem, saj so se bali, da bi množica utapljajočih se potnikov prevrnila čolne. Približno dvajset minut po potopu se je kričanje in jokanje že začelo umirjati. Peti častnik Lowe, ki je bil zadolžen za čoln št. 14 se je odločil pomagati, vendar je čakal na trenutek, da se stanje umiri, medtem, pa so potnike izkrcali iz čolna št. 14 v druga dva čolna ter v čoln št. 14 vkrcali sedem članov posadke ter enega moškega potnika.
Med 2:45 in 2:50 je na kraju nesreče zavladala smrtna tišina. Zaradi podhladitve je večina ljudi padla v nezavest in utonila. Takrat so potniki v čolnih zbrali dovolj poguma in čoln št. 14 je pod poveljstvom petega častnika Lowea odšel na kraj nesreče rešiti preživele potnike. Reševanje je trajalo tri četrt ure, več ali manj je posadka v vodi našla mrtve potnike, ki so bili tudi zamrznjeni, slišati pa ni bilo nič glasov. Reševalni čoln št. 14 je dobro uro po potopu iz ledeno mrzle vode uspel rešiti le 5 preživelih potnikov. Ko so s čolnom zapuščali območje trupel, je Lowe našel enega moškega, vendar je kmalu zatem umrl, zato ga je spustil nazaj v ledeno mrzlo vodo. Sicer pa so lahko videli samo mrtve ljudi v reševalnih jopičih. 
V preostalih čolnih preživeli niso mogli storiti ničesar, ampak so čakali na prihod reševalnih ladij.  Zrak je bil grenko hladen in več čolnov je zajelo vodo. Preživeli v čolnih niso mogli najti hrane ali pitne vode, večina pa ni imela luči. Razmere so bile še posebej slabe na zložljivem čolnu B, ki ga je na površju zadrževal le blag zadržan zrak v prevrnjenem trupu. Ko se je zora bližala, se je veter dvigal in morje je postajalo vse bolj razburkano, kar je prisililo tiste, ki so bili na zložljivem čolnu, da so se postavili za ravnotežje. Nekateri so, izčrpani s težavo, padli v morje in se utopili. Ostalim je bilo vedno težje ohranjati ravnotežje na trupu, saj so se valovi zaletavali vanj. Eni od redkih preživelih iz vode so bili Archibald Gracie, Jack Thayer in Charles Lightoller, ki so ostali na plavajočem zložljivem čolnu.

### Reševanje in odhod
Preživele potnike in posadko s Titanica je rešila RMS Carpathia, ki je skozi celo noč plula s polno hitrostjo proti kraju nesreče, vendar pa je bilo tudi veliko tveganje saj se je Carpathia morala na poti izogibati ledu in ledenim goram. Luči s Carpathie so potniki prvič opazili ob 3:30, ko je izstreljevala signalne rakete, na kar je hotela Titanicu sporočiti, da je pomoč na poti. Reševanje preživelih na Carpathio je trajalo več ur. 30 moških na zložljivem čolnu B se je uspelo vkrcati na drug reševalne čoln, preden je en moški umrl zaradi podhladitve. Zložljiv čoln A je bil tudi v slabem stanju saj je bil več, kot pol poplavljen z vodo. Mnogi od njegovih potnikov (morda celo več, kot polovica) so umrli čez noč.
Ko je Carpathia priplula do reševalnih čolnov, so se potniki na Carpathio vkrcali z različnimi sredstvi. Nekateri so bili dovolj močni, da so sami splezali po dani lestvi, druge pa so dvignili v reševalnih čolnih z vrvmi za spuščanje čolnov, otroke so dvignili v vrečah za pošto. Zadnji reševalni čoln, ki je prišel na ladjo, je bil čoln št. 12, z 74 ljudmi na krovu, med njimi tudi Lightoller. Lightoller je bil zadnji preživeli, ki so ga rešili iz čolna na Carpathio. Ob 9:00 so bili vsi preživeli na krovu Carpathie. Takrat se je J. Bruce Ismay dogovoril z kapitanom Carpathie, Arthurjem Rostronom, da nadaljujejo pot v New York, kjer izkrcajo preživele potnike. Bilo je nekaj srečnih prizorov, ko so se družine in prijatelji spet srečali. Preživele je začudil prizor, ko je sonce vzšlo: vidno je bilo veliko ledeno polje z veliki ledenimi gorami. Kapitan Rostron je videl led naokoli, vključno z 20 velikimi ledenimi gorami, ki so bile visoke do 61 m in številne manjše ledene skale, pa tudi lesene ostanke in trupla iz Titanica. Potnikom Carpathije se je zdelo, da je bila njihova ladja sredi velike bele ledene ravnine, obsijane z ledenicami, ki so se na daleč videle kot hribi. 
Ob 9:15 je sta kraj nesreče pripluli še dve ladji: Mount Temple in Californian, toda takrat preživelih že ni bilo več. Carpathia je po vkrcanju vseh preživelih potnikov ob 9:00 zapustila kraj potopa in nadaljevala pot v New York.

## Dogodki po potopu
Potem, ko je Carpathia 18. aprila zvečer priplula v New York, po dolgi in težki plovbi skozi ledena polja, nevihte in megle, jo je na pomolu št. 54 pričakalo okoli 4000 ljudi. Po prihodu so različne organizacije poskrbele za preživele. 
Še preden je Carpathia priplula v New York, so izvedli za nesrečo in na obeh straneh Atlantika so začeli delati preiskave o nesreči, da bi natančneje ugotovili, kaj se je v resnici zgodilo in kaj naj bi naredil, da se kaj takega ne bi več zgodilo. "Zakaj se je J. Bruce Ismay rešil, ko jih je toliko umrlo?" "Zakaj je Titanic plul s tako hitrostjo, ko je zadel ledeno goro?" To so bila najpogostejša vprašanja, ki so si jih zastavljali tudi preživeli potniki. Čeprav sta preiskavi potekali ločeno, sta na koncu prišli do istih ugotovitev: do trka z ledeno goro je prišlo zaradi Smithovega neupoštevanja svaril o pojavu ledenih gor ter prevelike hitrosti s katero je ladja plula skozi nevarne vode. Preiskava je tudi ugotovila, da je bila ladja opremljena z premajhnim številom reševalnih čolnov, posadka pa ni bila pravilno usposobljena za reševanje.
Nesreča je privedla do velikih sprememb v pomorskih predpisih za izvajanje novih varnostnih ukrepov, na primer zagotavljanja več reševalnih čolnov, pravilnega izvajanja vaj za reševalne čolne in urejanja radijske opreme na potniških ladjah. Ustanovljena je bila mednarodna ledena patrulja, ki je spremljala prisotnost ledenih gor v severnem Atlantiku, pomorski varnostni predpisi pa so bili mednarodno usklajeni z Mednarodna konvencija o varnosti človeškega življenja na morju (SOLAS); oba ukrepa veljata še danes.

### Kulturni vpliv in razbitina
Potopitev Titanica je postala kulturni vpliv, ki ga umetniki, filmski ustvarjalci, pisatelji, skladatelji, glasbeniki in plesalci spominjajo iz časa takoj po potopu do današnjih dni. 1. septembra 1985 je skupna ameriško-francoska odprava, ki jo je vodil Robert Ballard, našla razbitino Titanica na globini 3.800 metrov, in ponovno odkrivanje ladje je povzročilo zanimanje za zgodbo o Titanicu. Za snemanje razbitine in kontroverzno reševanje predmetov z naplavin je bilo izvedenih veliko odprav. Prva večja razstava najdenih artefaktov je bila v londonskem Nacionalnem pomorskem muzeju v letih 1994–95. Nesreča je navdihnila številne filme; leta 1997 je istoimenski film Jamesa Camerona postal prvi film, ki je na svetovni blagajni zaslužil milijardo dolarjev, zvočen posnetek filma pa je postal najbolje prodajani zvočni posnetek vseh časov.
Razbitina počasi propada in se po oceni strokovnjakov spreminja v oksid s hitrostjo 0,5–1 tone na dan. S časoma se bo konstrukcija Titanicove razbitine zrušila, razbitina pa se bo spremenila v velik kup rje, ki bo na morskem dnu ostal prepleten z trpežnejšo ladijsko opremo, kot so propelerji, ladijski stroji, bronasti nosilci, kompasi, telemotor, sidra, porcelan ter nekateri debeljši in močnejši jekleni deli ladijskega trupa.

## Žrtve in preživeli
| Posadka in potniki    | Število potnikov in posadke | Število rešenih | Število umrlih | Odstotek rešenih | Odstotek umrlih |
| --------------------- | --------------------------- | --------------- | -------------- | ---------------- | --------------- |
| otroci, prvi razred   | 6                           | 5               | 1              | 83.4 %           | 15.6 %          |
| otroci, drugi razred  | 24                          | 24              | 0              | 99.9 %           | 0 %             |
| otroci, tretji razred | 79                          | 27              | 52             | 34 %             | 66 %            |
| ženske, prvi razred   | 144                         | 140             | 4              | 97 %             | 3 %             |
| ženske, drugi razred  | 93                          | 80              | 13             | 86 %             | 14 %            |
| ženske, tretji razred | 165                         | 76              | 89             | 46 %             | 54 %            |
| ženske, posadka       | 23                          | 20              | 3              | 87 %             | 13 %            |
| moški, prvi razred    | 175                         | 57              | 118            | 33 %             | 67 %            |
| moški, drugi razred   | 168                         | 14              | 154            | 8 %              | 92 %            |
| moški, tretji razred  | 462                         | 75              | 387            | 16 %             | 84 %            |
| moški, posadka        | 865                         | 192             | 693            | 22 %             | 78 %            |
| skupaj                | 2224                        | 710             | 1514           | 32%              | 68%             |

### Slovenski potniki
Po zdaj znanih podatkih je bilo na Titanicu pet Slovencev:
- Franc Karun, iz Milj pri Kranju, rojen 2. decembra 1872, številka vozovnice 349256
- Manca Karun, rojena leta 1907, številka vozovnice 349256, štiriletna hči Franca Karuna - potovala sta v Galesburg v  Illinois
- Janez Merkun, iz Spodnje Bele pri Preddvoru, o njem ni veliko podatkov, mogoče je tudi zaslediti, da ni bil vkrcan na ladjo
- Janko Vovk, iz Save, starost 21 let, neporočen, številka vozovnice 349252
- Jakob Pašič, iz Štrekljevca pri Semiču, star 21 let, neporočen, številka vozovnice 315097

Preživela sta le Franc in Manca Karun, ki naj bi bila rešena z reševalnim čolnom številka 15. Trupel treh slovenskih potnikov, ki so umrli v potopu, niso nikoli našli.

### Knjige
- Halpern, Samuel (2011). »Account of the Ship's Journey Across the Atlantic«.  V Halpern, Samuel (ur.). Report into the Loss of the SS Titanic: A Centennial Reappraisal. Stroud, Gloucestershire: The History Press. ISBN 978-0-7524-6210-3.
- Hutchings, David F.; de Kerbrech, Richard P. (2011). RMS Titanic 1909–12 (Olympic Class): Owners' Workshop Manual. Sparkford, Somerset: Haynes. ISBN 978-1-84425-662-4.
- Butler, Daniel Allen (1998). Unsinkable: The Full Story of RMS Titanic. Mechanicsburg, PA: Stackpole Books. ISBN 978-0-8117-1814-1.
- Bartlett, W.B. (2011). Titanic: 9 Hours to Hell, the Survivors' Story. Stroud, Gloucestershire: Amberley Publishing. ISBN 978-1-4456-0482-4.